# Zasu Pitts
Zasu Pitts (Parsons, 3 januari 1894 - Hollywood, 7 juni 1963) was een Amerikaans actrice.
Pitts werd als Eliza Susan Pitts geboren, maar kreeg al snel de bijnaam Zasu. Ze werd ook regelmatig aangeduid als ZaSu en Zazu.
Haar theaterdebuut kwam in 1915. Ze werd opgemerkt door Frances Marion, die haar een rol gaf in The Little Princess (1917). Hoewel Pitts uitgroeide tot een comédienne, is ze in de periode van de stomme film vooral bekend vanwege haar rol in de dramafilm Greed (1924).
Het hoogtepunt van haar carrière was dan ook in de jaren 20. In de jaren 30 was ze voornamelijk te zien in B-films en werd ze gecast in korte films. Vanaf 1931 vormde ze samen met Thelma Todd het komedie duo 'Pitts and Todd'. Deze korte films werden geproduceerd door Hal Roach. Pitts en Todd werden hierbij gezien als de vrouwelijke tegenhangers van het duo Laurel & Hardy. In 1933 stopte de samenwerking met Roach nadat Pitts een salarisverhoging van $ 8000 per script had geëist. Roach zag hier niets in en beëindigde haar contract. Pitts werd vervangen door Patsy Kelly.
Toen Pitts ouder werd, bleef ze bijrollen vervullen in films. Haar laatste film maakte ze in 1963, hetzelfde jaar dat ze overleed. Ze stierf op 69-jarige leeftijd aan kanker.

## Filmografie
De filmografie van Pitts, exclusief de korte films:
| - Rebecca of Sunnybrook Farm (1917) - '49-'17 (1917) - The Little Princess (1917) - A Modern Musketeer (1917) - A Dog's Life (1918) - Good Night, Paul (1918) - How Could You, Jean? (1918) - The Talk of the Town (1918) - The Greatest Thing in Life (1918) - A Lady's Name (1918) - As the Sun Went Down (1919) - Men, Women, and Money (1919) - Better Times (1919) - The Other Half (1919) - Poor Relations (1919) - Seeing It Through (1920) - Bright Skies (1920) - Heart of Twenty (1920) - Patsy (1921) - Is Matrimony a Failure? (1922) - For the Defense (1922) - Youth to Youth (1922) - A Daughter of Luxury (1922) - Poor Men's Wives (1923) - The Girl Who Came Back (1923) - Souls for Sale (1923) - Three Wise Fools (1923) - Tea: With a Kick! (1923) - West of the Water Tower (1923) - Sunlight of Paris (1924) - Daughters of Today (1924) - The Goldfish (1924) - Triumph (1924) - Changing Husbands (1924) - Legend of Hollywood (1924) - Wine of Youth (1924) - The Fast Set (1924) - Secrets of the Night (1924) - Greed (1924) - The Great Divide (1925) - The Re-Creation of Brian Kent (1925) - Old Shoes (1925) - Pretty Ladies (1925) - A Woman's Faith (1925) - The Business of Love (1925) - Thunder Mountain (1925) - Lazybones (1925) - Wages for Wives (1925) - The Great Love (1925) - Mannequin (1926) - What Happened to Jones (1926) - Monte Carlo (1926) - Early to Wed (1926) - Sunny Side Up (1926) - Risky Business (1926) - Her Big Night (1926) - Casey at the Bat (1927) - The Honeymoon (1928) - 13 Washington Square (1928) - Wife Savers (1928) - Buck Privates (1928) - The Wedding March (1928) - Sins of the Fathers (1928) - The Dummy (1929) - The Squall (1929) - Twin Beds (1929) - The Argyle Case (1929) - Oh, Yeah? (1929) - Paris (1929) - The Locked Door (1929) - This Thing Called Love (1929) - No, No, Nanette (1930) - Honey (1930) - All Quiet on the Western Front (1930) - The Devil's Holiday (1930) - Little Accident (1930) - The Squealer (1930) - Monte Carlo (1930) - War Nurse (1930) - The Lottery Bride (1930) - River's End (1930) - Sin Takes a Holiday (1930) - Passion Flower (1930) - Free Love (1930) - Finn and Hattie (1931) - The Bad Sister (1931) | - Beyond Victory (1931) - Seed (1931) - A Woman of Experience (1931) - Their Mad Moment (1931) - The Big Gamble (1931) - Penrod and Sam (1931) - The Guardsman (1931) - The Secret Witness (1931) - The Unexpected Father (1932) - Broken Lullaby (1932) - Steady Company (1932) - Shopworn (1932) - Destry Rides Again (1932) - The Trial of Vivienne Ware (1932) - Strangers of the Evening (1932) - Westward Passage (1932) - Is My Face Red? (1932) - Make Me a Star (1932) - Roar of the Dragon (1932) - The Vanishing Frontier (1932) - Show Business (1932) - Blondie of the Follies (1932) - Back Street (1932) - The Crooked Circle (1932) - Once in a Lifetime (1932) - Madison Sq. Garden (1932) - They Just Had to Get Married (1933) - Out All Night (1933) - Hello, Sister (1933) - Professional Sweetheart (1933) - Her First Mate (1933) - Love, Honor and Oh Baby! (1933) - Aggie Appleby Maker of Men (1933) - Meet the Baron (1933) - Mr. Skitch (1933) - The Meanest Gal in Town (1934) - Two Alone (1934) - Three on a Honeymoon (1934) - Sing and Like It (1934) - Love Birds (1934) - Private Scandal (1934) - Dames (1934) - Their Big Moment (1934) - Mrs. Wiggs of the Cabbage Patch (1934) - The Gay Bride (1934) - Ruggles of Red Gap (1935) - Spring Tonic (1935) - She Gets Her Man (1935) - Hot Tip (1935) - Going Highbrow (1935) - The Affair of Susan (1935) - Thirteen Hours by Air (1936) - Mad Holiday (1936) - The Plot Thickens (1936) - Sing Me a Love Song (1936) - Wanted! (1937) - Merry Comes to Town (1937) - Forty Naughty Girls (1937) - 52nd Street (1937) - The Lady's from Kentucky (1939) - Naughty But Nice (1939) - Mickey the Kid (1939) - Nurse Edith Cavell (1939) - Eternally Yours (1939) - It All Came True (1940) - No, No, Nanette (1940) - Uncle Joe (1941) - Broadway Limited (1941) - Weekend for Three (1941) - Miss Polly (1941) - Mexican Spitfire's Baby (1941) - Mexican Spitfire at Sea (1942) - The Bashful Bachelor (1942) - So's Your Aunt Emma (1942) - Tish (1942) - Let's Face It (1943) - Breakfast in Hollywood (1946) - The Perfect Marriage (1947) - Life with Father (1947) - Francis (1950) - Denver and Rio Grande (1952) - Francis Joins the WACS (1954) - This Could Be the Night (1957) - The Teenage Millionaire (1961) - The Thrill of It All (1963) - It's a Mad, Mad, Mad, Mad World (1963) |

- Biblioteca Nacional de España: XX5340704
- Bibliothèque nationale de France: cb14695480d (data)
- CiNii: DA13167767
- Gemeinsame Normdatei: 141535598
- International Standard Name Identifier: 0000 0003 6850 6975
- Library of Congress Control Number: n87860264
- Nationale Bibliotheek van Israël: 987007605433305171
- SNAC: w6fp44hn
- Système universitaire de documentation: 174762232
- Virtual International Authority File: 315532353
- WorldCat: E39PCjyg9mTkRdGqy7CQ83btGb